# Rhynchocinetes durbanensis
Rhynchocinetes durbanensis är en kräftdjursart som beskrevs av Gordon 1936. Rhynchocinetes durbanensis ingår i släktet Rhynchocinetes och familjen Rhynchocinetidae. Inga underarter finns listade i Catalogue of Life.

## Bildgalleri

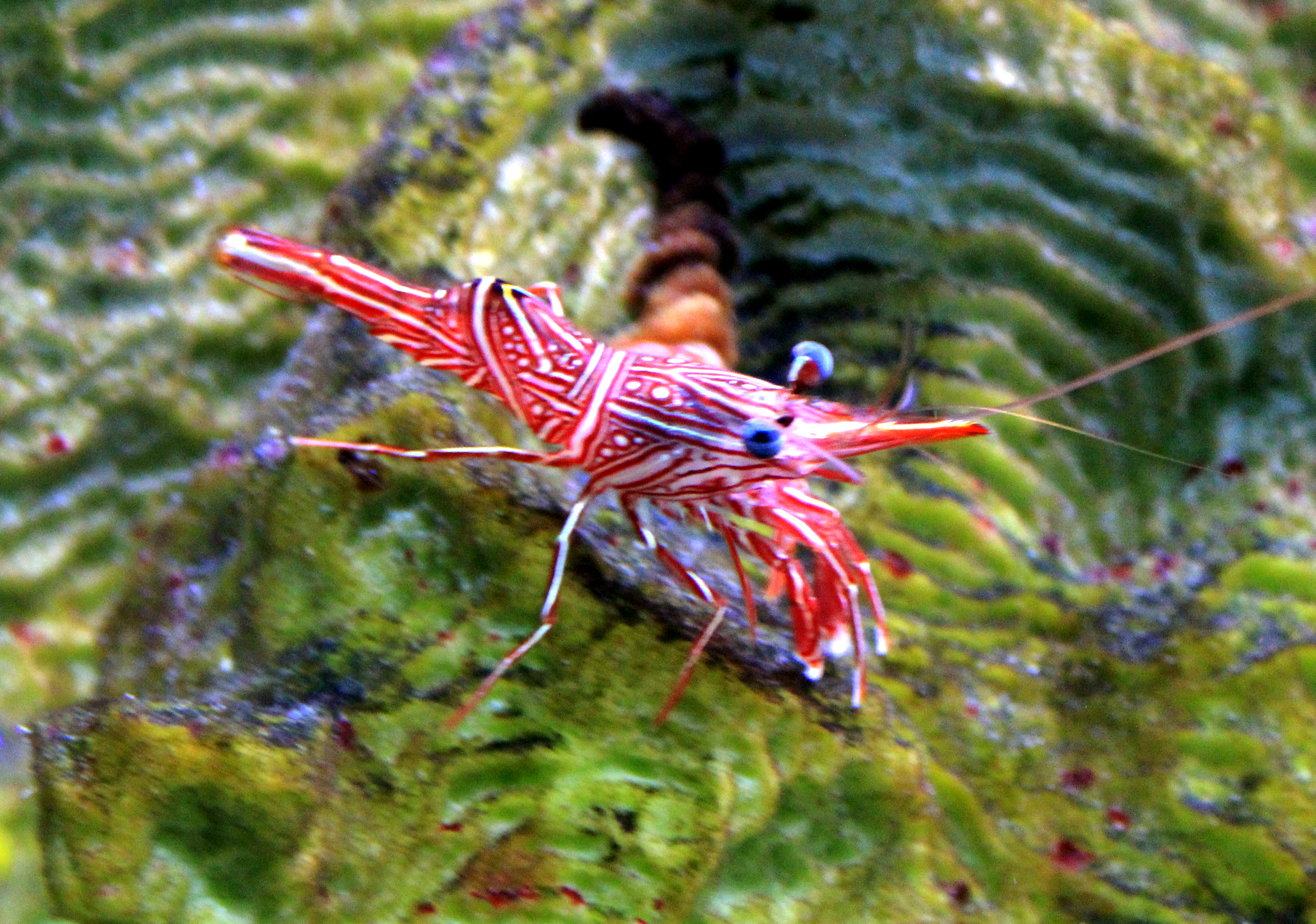
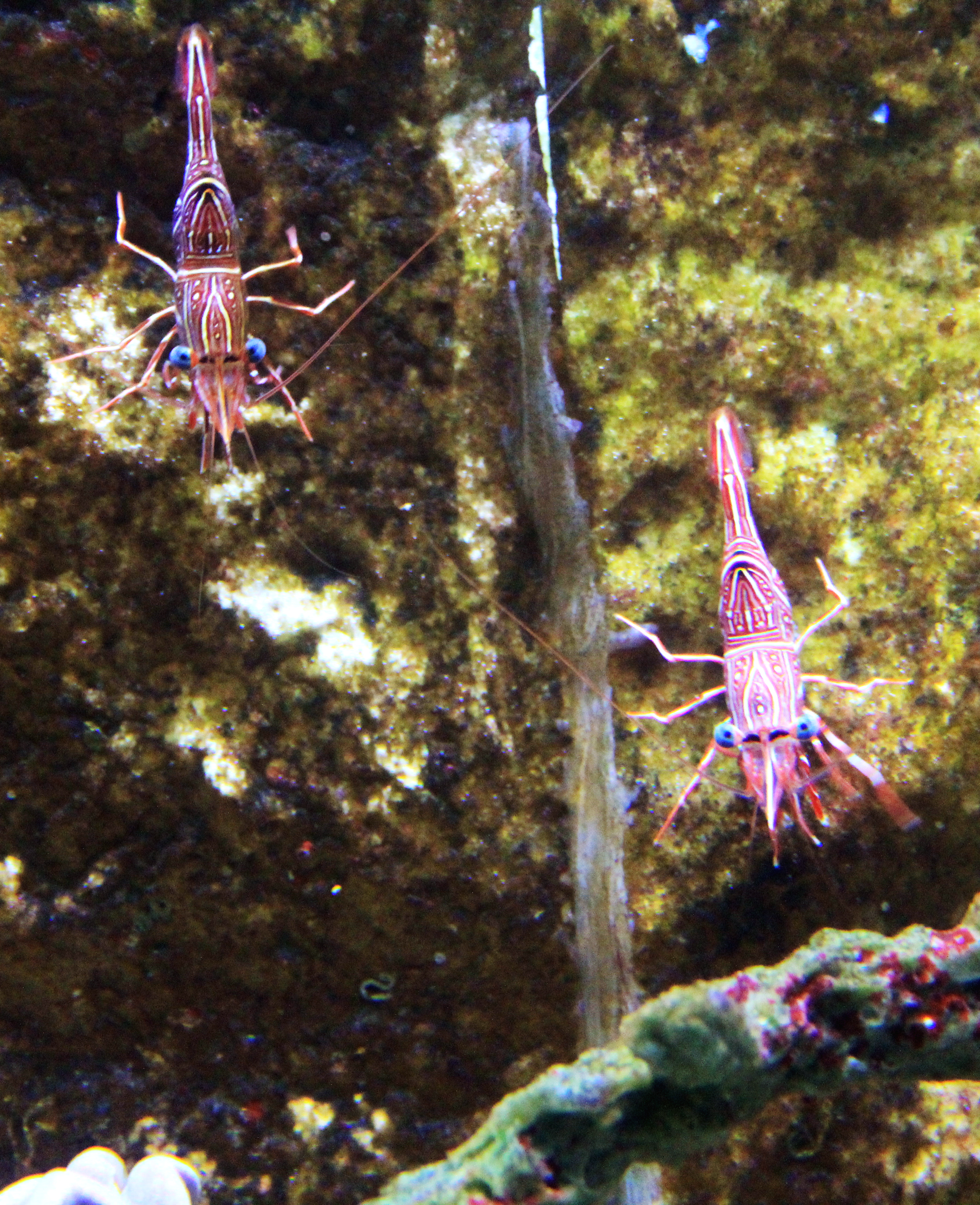